# Collision de l'aéroport de Détroit
La collision de l'aéroport de Détroit implique la collision entre deux avions de la compagnie Northwest Airlines, dans un épais brouillard à l'aéroport métropolitain de Detroit, le 3 décembre 1990. Elle s'est produite lorsque le vol 1482, un Douglas DC-9-14 volant entre Détroit et l'aéroport international de Pittsburgh, a roulé sur une piste en service par erreur et a été heurté par un Boeing 727 en phase de décollage, effectuant le vol 299 en direction de l'aéroport international de Memphis. Un membre de l'équipage et sept occupants du DC-9 ont été tués.

## Avion et équipage
Le Douglas DC-9-14 effectuant le vol 1482, immatriculé N3313L et construit en 1966, totalisait 62 253 heures de fonctionnement. Le DC-9 a été livré neuf à Delta Air Lines avant d’être vendu au prédécesseur de Northwest, Southern Airways, en 1973. L'équipage se composait du commandant de bord William (Bill) Lovelace, 52 ans, qui avait 23 000 heures de vol dont 4 000 sur DC-9, et du copilote James (Jim) Schifferns, 43 ans, qui comptabilisait 4 685 heures de vol dont 185 sur DC-9. Le commandant de bord venait de reprendre le travail début octobre 1990, moins de 2 mois avant l'accident, après 6 années d'arrêt maladie en raison de calculs rénaux. L'officier pilote de ligne, retraité de l'US Air Force, avait été engagé par Northwest fin mai 1990.
Le Boeing 727-251 Adv assurant le vol 299 était immatriculé N278US et avait été acheté par Northwest en 1975 et avait un total de 37 310 heures de fonctionnement. L'équipage était composé du commandant Robert (Bob) Ouellette, 42 ans, qui comptait 10 400 heures de vol dont 5 400 sur le 727, du copilote William (Bill) Hagedorn, 37 ans, avec 5 400 heures de vol dont 2 350 sur 727, et du mécanicien navigant Darren Owen, 31 ans, qui avait effectué 3 300 heures de vol dont 900 sur 727.

## Accident
Le vol Northwest 1482 (le DC-9) a été autorisé à se déplacer de sa porte en direction de la piste 03C, mais il a manqué de tourner sur la voie de circulation Oscar 6 et est entré à la place sur un taxiway extérieur. Pour corriger l'erreur, on leur a demandé de tourner à droite sur le taxiway X-Ray, mais ils ont emprunté la piste en service 03C. Les pilotes ont rapidement compris l'erreur et ont pris contact avec le contrôleur aérien, qui leur a demandé de quitter immédiatement la piste. Cinq secondes plus tard (à 13 h 45 heure locale), l'équipage a vu un Boeing 727 se diriger vers eux. 

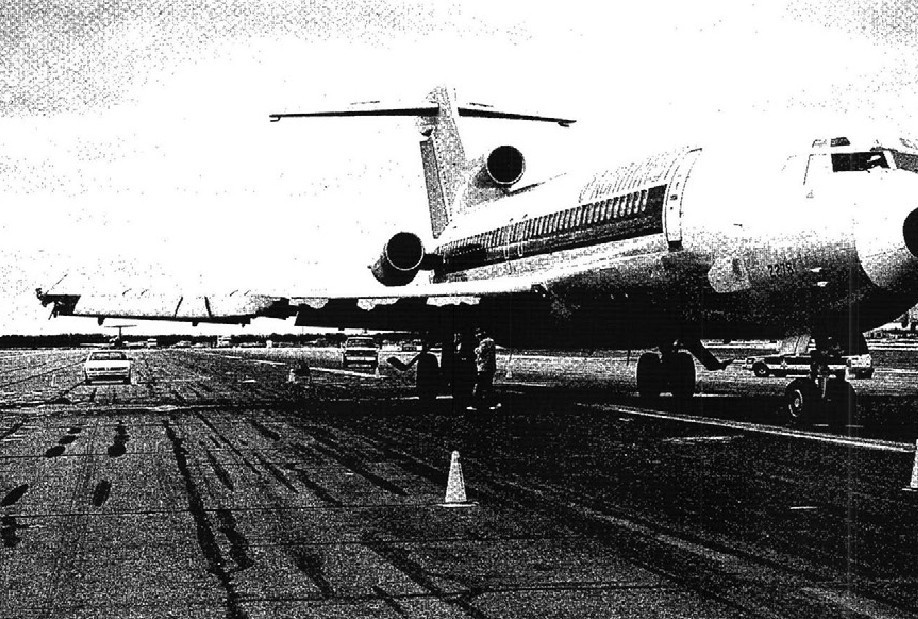
Le 727 de Northwest Airlines après la collision..

Le Boeing 727 assurait le vol Northwest 299 à destination de Memphis dans le Tennessee et venait tout juste d’être autorisé à décoller. L'aile du 727 a heurté le côté droit du DC-9 et a traversé le fuselage juste en dessous des hublots jusqu'à ce qu'il coupe le moteur n° 2 du DC-9.
Le commandant de bord a pu sortir du DC-9 par la fenêtre gauche. Dix-huit personnes se sont échappées de l'avion par la sortie de secours gauche situé sur l'aile. Treize personnes sont sorties par la porte d'embarquement principale gauche. Quatre personnes ont également sauté d'une porte de service. L’agent de bord arrière et un passager sont décédés des suites de l'inhalation de fumée à l'arrière du DC-9. La libération de la porte arrière du DC-9, située sous la queue de l'avion, n’a pas été activée et une enquête ultérieure a permis de déterminer que le mécanisme de libération de la porte était inutilisable.
Parmi les passagers survivants, le NTSB a déclaré que 10 avaient subi des blessures graves et 23 des blessures mineures. Les trois membres d'équipage survivants n'ont subi aucune blessure.
Au total, 8 personnes sont décédées dans le DC-9 et miraculeusement aucune dans le 727,.
Le DC-9 a pris feu et a été détruit tandis que le 727 a été réparé et a volé pour Northwest Airlines jusqu'en 1995. Ensuite, l'avion a volé pour Kitty Hawk Aircargo avant d'être retiré du service en 2011.

## Enquête
L’accident a fait l’objet d’une enquête de la part du conseil national de la sécurité des transports américain (NTSB), qui a déterminé la cause probable de l’accident comme étant :
« Un manque de coordination des équipages, notamment de la part des pilotes du DC-9, qui les a empêchés d'arrêter de faire rouler leur avion et d'avertir le contrôleur au sol de leur incertitude quant à la position, avant et après leur intrusion sur la piste. »
Éléments étant apparu au cours de l'enquête et ayant contribué à la cause de l'accident :
« 1) des défaillances dans les services de contrôle de la circulation aérienne fournis par la tour de Détroit, notamment le fait que le contrôleur au sol n’ait pas pris les mesures nécessaires pour alerter le contrôleur local de la possibilité d’une incursion sur la piste; des observations de visibilité inadéquates, une défaillance à utiliser des instructions de taxi progressives dans des conditions de faible visibilité et une défaillance à émettre des instructions de taxi appropriées et claires, aggravées par une supervision insuffisante en raison du niveau d'expérience du personnel en service. 
 (2) des défauts dans le marquage au sol, la signalisation et l'éclairage de l'aéroport et l'incapacité de la surveillance de la FAA à détecter ou à corriger quelconque de ces défauts. 
 et (3) l'échec de Northwest Airlines à fournir une formation adéquate à la gestion des ressources du poste de pilotage à ces équipages. 
 L’inopérabilité du mécanisme de libération de la porte de service arrière du DC-9 a contribué aux décès dans cet accident. Enfin, l'incapacité de l'équipage du DC-9 à exécuter correctement l'évacuation des passagers a contribué au nombre et à la gravité des blessures. »
23 recommandations de sécurité ont été émises par le NTSB à la suite de l'accident et de la publication du rapport final,,.

## Médias
L'accident a fait l'objet d'un épisode dans la série télévisée Air Crash nommé « Chaos sur la piste » (saison 20 - épisode 4).

### Rapport final, Conseil national de la sécurité des transports, 1991
1. 1 2  NTSB 1991, p. 87.
2. ↑  NTSB 1991, p. 12.
3. ↑  NTSB 1991, p. 13.
4. ↑  NTSB 1991.
5. ↑  NTSB 1991, p. 14.
6. ↑  NTSB 1991, p. 9.
7. 1 2  NTSB 1991, p. 79.
8. ↑  NTSB 1991, p. 79-81.

### Autres sources
1. ↑  (en) JetPhotos (photogr. George W. Hamlin), « Photo of N3313L - McDonnell Douglas DC-9-14 - Delta Air Lines », sur www.jetphotos.com, 26 avril 1971 (consulté le 25 avril 2020).
2. ↑  (en) JetPhotos, « N3313L - McDonnell Douglas DC-9-14 - 45708 », sur www.jetphotos.com (consulté le 12 avril 2020).
3. ↑  (en) John H. Cushman Jr., « Pilot of DC-9 in Crash Says He Didn't Know Jet Strayed » [« Le pilote du DC-9 accidenté dit qu'il ne savait pas qu'il était égaré »], sur www.nytimes.com, The New York Times, 6 décembre 1990 (consulté le 12 avril 2020).
4. ↑  (en) Eric Malnic, « Pilot in Fatal Crash Described Dense Fog : Aviation: Hearings begin on Detroit collision that killed 8. Interviews made public reflect disorientation of flight crew in the thick weather » [« Un pilote dans un accident mortel décrit un brouillard dense : Aviation : les audiences commencent sur la collision de Détroit qui a tué 8 personnes. Les entrevues rendues publiques reflètent la désorientation de l'équipage du cockpit par un épais brouillard »], sur www.latimes.com, Los Angeles Times, 19 mars 1991 (consulté le 12 avril 2020).
5. ↑  (en) Edward J. Walsh et Bill McAllister, « 8 die as jets collide on foggy Detroit runway » [« Huit morts alors que deux avions entrent en collision sur une piste brumeuse de l'aéroport de Détroit »], sur www.washingtonpost.com, The Washington Post, 4 décembre 1990 (consulté le 12 avril 2020).
6. ↑  (en) Doron P. Levin, « Collision in Detroit; At Least 8 Die in Collision On Detroit Airport Runway » [« Collision à Détroit : Au moins 8 morts dans une collision sur la piste de l'aéroport de Detroit »], sur www.nytimes.com, The New York Times, 4 décembre 1990 (consulté le 12 avril 2020).
7. ↑  (en) JetPhotos, « N278US - Boeing 727-251(Adv)(F) - 21157 », sur www.jetphotos.com (consulté le 12 avril 2020).
8. ↑  (en) Aviation Safety Network, « Accident description - Northwest Airlines 299 », sur aviation-safety.net (consulté le 12 avril 2020).
9. ↑  (en) Associated Press, « New FAA Seating Rule and Quick-Acting Passenger Credited with Saving Lives With AM-Planes » [« La nouvelle règle pour l'attribution des sièges de la FAA et l'action rapide d'un passager crédités de sauver des vies après l'accident »], sur apnews.com, 5 décembre 1990 (consulté le 12 avril 2020).

### Vidéos
- (en) [vidéo] « December 4, 1990 - recounts Wayne County Airport runway collision of December 3, 1990 », sur YouTube.
- (en) [vidéo] « News - Northwest 1482 », sur YouTube.